# ÖHB-Pokal der Frauen 2015/16
Der ÖHB-Cup der Frauen 2015/16 war die 29. Austragung des österreichischen Hallenhandball-Pokalwettbewerbs. Titelverteidiger waren die Damen von Hypo Niederösterreich, die den Pokal auch im Endspiel gegen Union Korneuburg erfolgreich verteidigen konnten.

## Teilnehmende Mannschaften
Teilnahmeberechtigt am ÖHB-Pokal waren die zwölf Mannschaften der Women Handball Austria (nicht teilgenommen hat die zweite Mannschaft von Hypo Niederösterreich), fünf Mannschaften der zweitklassigen Handball-Bundesliga Frauen sowie vier Landesvertreter. Es spielten also 20 Vereine um den Pokal 2015/16.
An der ersten Runde nahmen die vier Landesvertreter teil, die 5 BLF-Mannschaften sowie drei Teams der WHA, nämlich die beiden Schlechtplatziertesten des Grunddurchgangs der WHA-Saison 2014/15 sowie der Aufsteiger. Vier Mannschaften bekamen Freilose zugelost, die verbleibenden acht Mannschaften wurden ungesetzt in vier Paarungen gelost. Der unterklassige Verein hatte dabei Heimrecht.

## Turnier

### Erste Runde
Die Begegnungen der ersten Runde wurden am 22. September 2015 ausgelost.
| 26.10.2015 | SK Traun – UHC Eggenburg               | 31:30 |
| 08.11.2015 | UHC Hollabrunn – Perchtoldsdorf Devils | 27:31 |
| 08.11.2015 | SC Ferlach – UHC Admira Landhaus       | 25:30 |
| 28.11.2015 | SSV Dornbirn/Schoren II – HC Eferding  | 39:19 |

### Achtelfinale
Die Begegnungen des Achtelfinales wurden ebenfalls am 22. September 2015 gelost.
| 01.11.2015 | Bregenz Handball – MGA Fivers                  | 21:40 |
| 19.12.2015 | SSV Dornbirn/Schoren II – WBZ Union Korneuburg | 14:30 |
| 19.12.2015 | Handball Tulln – Hypo Niederösterreich         | 15:39 |
| 19.12.2015 | Perchtoldsdorf Devils – ATV Trofaiach          | 22:25 |
| 19.12.2015 | Union St. Pölten – SSV Dornbirn/Schoren WHA    | 29:33 |
| 19.12.2015 | UHC Stockerau – WAT Atzgersdorf                | 31:28 |
| 20.12.2015 | SK Traun – UHC Admira Landhaus                 | 24:34 |
| 20.12.2015 | ZV Wiener Neustadt – HC BW Feldkirch           | 31:16 |

### Viertelfinale
Die Viertelfinal-Auslosung fand am 22. Dezember 2015 statt.
| 24.01.2016 | ATV Trofaiach – UHC Stockerau                   | 19:20 |
| 29.01.2016 | ZV Wiener Neustadt – UHC Admira Landhaus        | 38:21 |
| 30.01.2016 | Hypo Niederösterreich – MGA Fivers              | 34:16 |
| 30.01.2016 | WBZ Union Korneuburg – SSV Dornbirn/Schoren WHA | 29:20 |

### Halbfinale
Die beiden Halbfinals wurden am 2. Februar 2016 ausgelost.
| 27.02.2016 | WBZ Union Korneuburg – ZV Wiener Neustadt | 27:21 |
| 28.02.2016 | Hypo Niederösterreich – UHC Stockerau     | 25:19 |

### Finale
Das Finalspiel wurde gemeinsam mit dem Pokal-Final-Spiel der Männer in der Sporthalle Margareten in Wien ausgetragen.
| 24.04.2016 | Hypo Niederösterreich – WBZ Union Korneuburg | 26:19 |

Der Pokalsieg gegen Union Korneuburg war für Hypo Niederösterreich der 29. Cup-Erfolg in Serie. Hypo ist damit nicht nur der erfolgreichste Cupsieger, sondern auch der einzige.